# Daniel Meier (Fussballspieler)
Daniel Meier (* 13. Februar 1957 in Grabs) ist ein ehemaliger liechtensteinischer Fussballspieler.

## Karriere

### Verein
In seiner Jugend spielte Meier für die USV Eschen-Mauren, bei der er 1978 in den Herrenbereich befördert wurde. In der Saison 1982/83 war er auf Leihbasis für den Hauptstadtklub FC Vaduz aktiv. Nach seiner Rückkehr zum USV Eschen-Mauren wechselte er 1984 zum Schweizer Drittligisten FC Altstätten. 1987 kehrte er zum FC Vaduz zurück, bevor er 1990 erneut einen Vertrag beim USV Eschen-Mauren unterschrieb. Ein Jahr später beendete er seine Laufbahn.

### Nationalmannschaft
Er gab sein Länderspieldebüt für die liechtensteinische Fussballnationalmannschaft am 9. März 1982 beim 0:1 gegen die Schweiz im Rahmen eines Freundschaftsspiels. 
Sein zweites Länderspiel absolvierte er mehr als acht Jahre danach, beim 1:4 im Freundschaftsspiel gegen die Vereinigten Staaten am 30. Mai 1990.